# Fira del Llibre d'Ocasió Antic i Modern

La Fira del Llibre d'Ocasió Antic i Modern és una fira comercial de llibres de vell organitzada anualment a Barcelona pel Gremi de Llibreters de Vell de Catalunya des de 1952. Anteriorment, era organitzada pel mateix Gremi integrat a l'INLE sota el nom de Gremio Sindical de Libreros, entre 1952 i 1961, i amb el nom de Gremi de Llibreters de Vell de Barcelona, entre 1962 i 1981. Sol celebrar-se normalment durant les Festes de la Mercè, a finals del mes de setembre. 

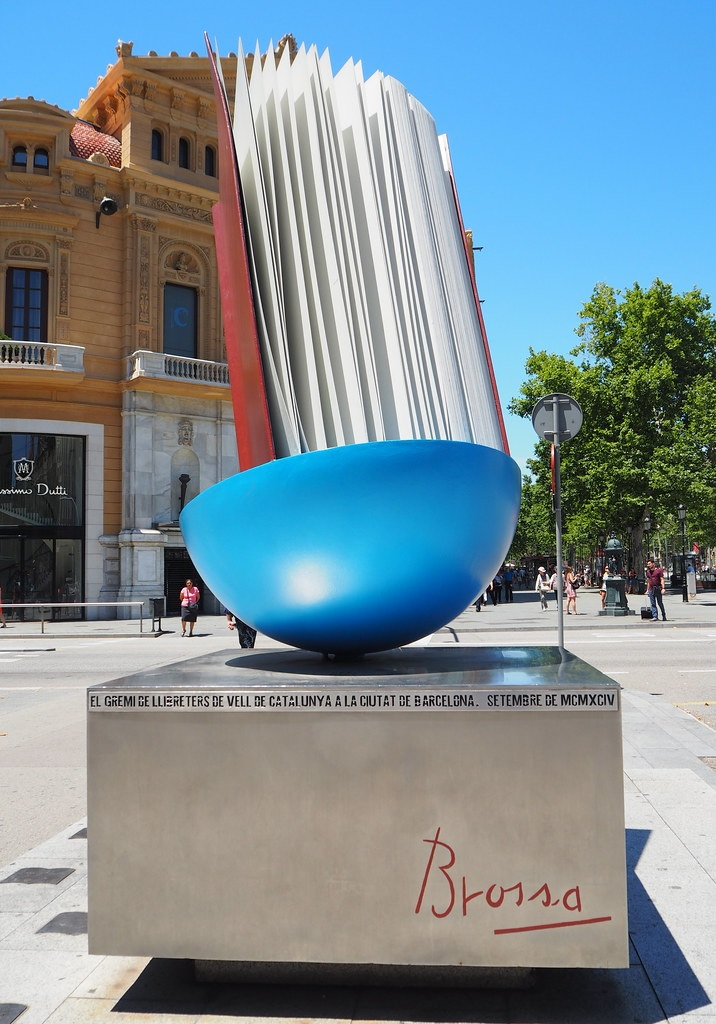
"Homenatge al llibre", Brossa, 1994

Es desplega al voltant del monument Homenatge al llibre de Joan Brossa, entre la cruïlla de Gran Via de les Corts Catalanes i el Passeig de Gràcia de Barcelona. Hi participen llibreters d'arreu de Catalunya i de l'Estat espanyol. Els últims anys s'inaugura amb un pregó, que en anys anterior en alguns es feia i en d'altres no; després es presenta una exposició, cosa que no sempre s'ha fet, es fan algunes xerrades i es posa la placa del pregoner sota el Monument de Joan Brossa i les d'altres escriptors escollits pel Gremi.
A la pàgina web del Gremi de Llibreters de Vell de Catalunya es pot veure un ampli ventall dels cartells de les Fires amb reproducció de gravats antics i moderns.